# Sfera armilarna

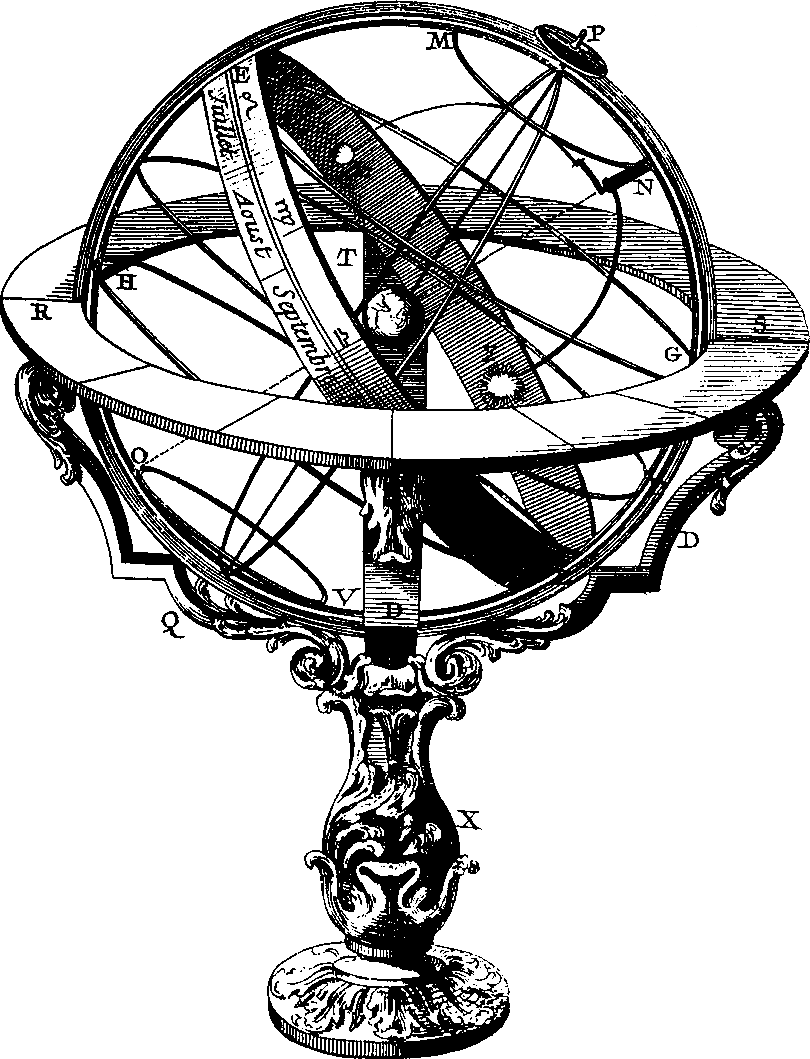
Sfera armilarna

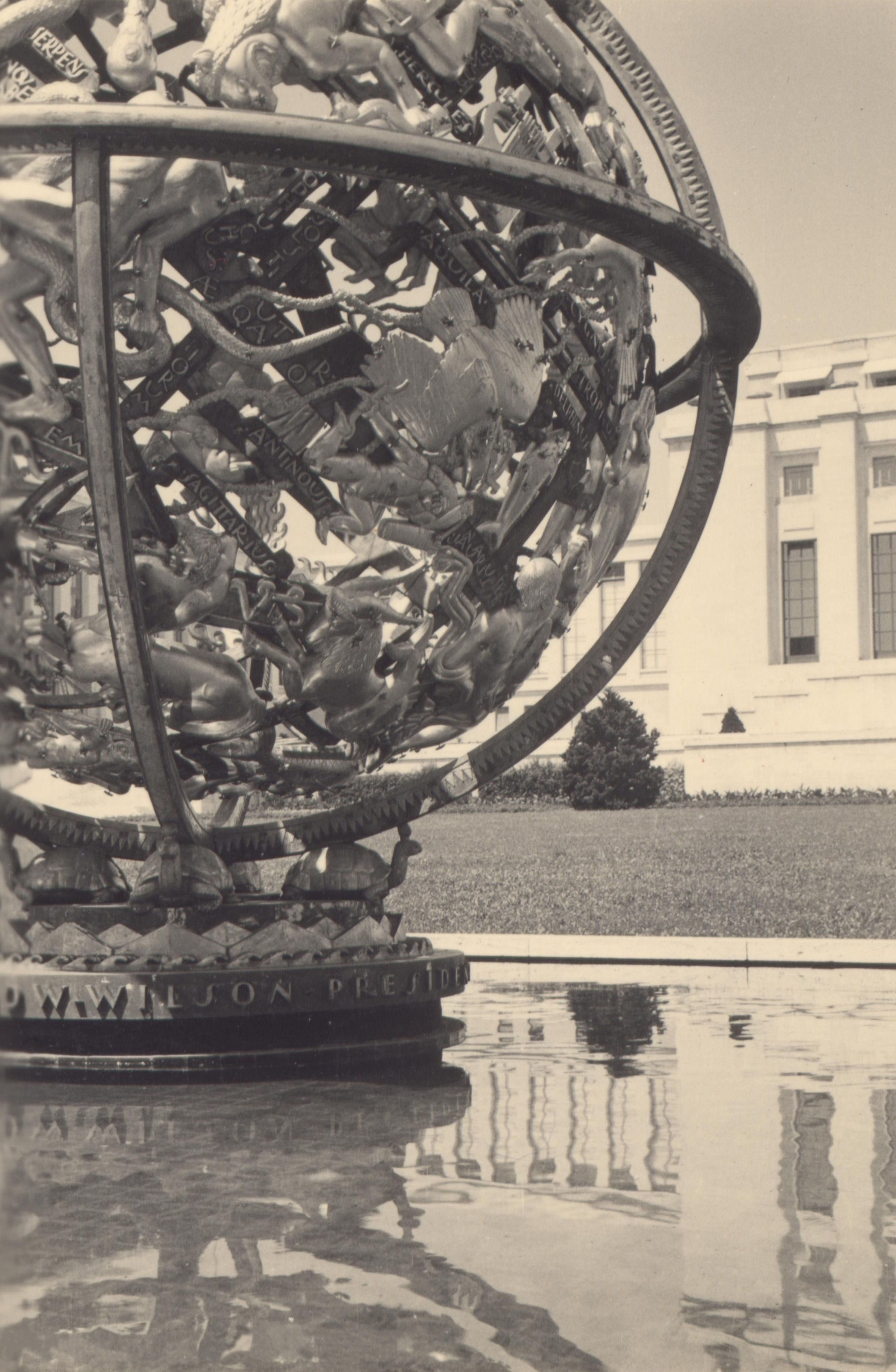
Sfera armilarna w Genewie

Sfera armilarna (znana też jako sferyczne astrolabium) – przyrząd astronomiczny, będący modelem sfery niebieskiej, służący do wyznaczania współrzędnych równikowych i ekliptycznych (rektascensji i deklinacji). Używany od starożytności do XVI wieku, m.in. przez Mikołaja Kopernika.
Przyrząd wyposażony jest w kilka pierścieni, na których znajdują się podziałki kątowe, pokazujące położenie kół na sferze niebieskiej. Dawniej sfery armilarne posiadały urządzenia celownicze przy pomocy których można było dokonywać obserwacji położenia ciał niebieskich. Współcześnie używa się ich wyłącznie jako pomoc dydaktyczną.  
Jej przedstawienie od 1813 widnieje na herbie Portugalii.